# Williams Lake (flygplats)
Williams Lake är en flygplats i Kanada. Den ligger i den centrala delen av landet, 3 400 km väster om huvudstaden Ottawa. Williams Lake ligger 940 meter över havet.
Terrängen runt Williams Lake är kuperad åt sydväst, men åt nordost är den platt. Närmaste större samhälle är Williams Lake, 7,7 km sydväst om Williams Lake. 
I omgivningarna runt Williams Lake växer i huvudsak barrskog. Trakten runt Williams Lake är nära nog obefolkad, med mindre än två invånare per kvadratkilometer.